# Hinsdale (Illinois)
Hinsdale is een plaats (village) in de Amerikaanse staat Illinois, en valt bestuurlijk gezien onder Cook County en DuPage County.

## Demografie
Bij de volkstelling in 2000 werd het aantal inwoners vastgesteld op 17.349. In 2006 is het aantal inwoners door het United States Census Bureau geschat op 18.178, een stijging van 829 (4,8%). In 2010 was het aantal inwoners gedaald tot 16.816.

## Geografie
Volgens het United States Census Bureau beslaat de plaats een oppervlakte van 12,0 km², geheel bestaande uit land. Hinsdale ligt op ongeveer 223 m boven zeeniveau.

## Plaatsen in de nabije omgeving
De onderstaande figuur toont nabijgelegen plaatsen in een straal van 4 km rond Hinsdale.

## Geboren
- Loie Fuller (1862-1928), Amerikaans-Franse danseres, pionier van moderne dans en theaterbelichting
- Dizzy Reed (1963), toetsenist (o.a. Guns N' Roses)
- Nelson Diebel (1970), zwemmer
- Michael Stephens (1989), voetballer
- Danielle Campbell (1995), actrice